# Hypogymnia subphysodes
Hypogymnia subphysodes är en lavart som först beskrevs av Kremp., och fick sitt nu gällande namn av Filson. Hypogymnia subphysodes ingår i släktet Hypogymnia och familjen Parmeliaceae.  Utöver nominatformen finns också underarten austeroides.